# Podomyrma libra
Podomyrma libra é uma espécie de formiga do gênero Podomyrma, pertencente à subfamília Myrmicinae.